# 堺自然ふれあいの森
堺自然ふれあいの森（さかいしぜんふれあいのもり）は、大阪府堺市の南部丘陵エリアにある都市公園。
大阪府堺市の緑のシンボルエリアである南部丘陵エリアに位置し、豊かな自然環境や多様な生き物の生息空間を保全するため、市民協働により後世に残す里山公園である。周辺環境との連続性を踏まえながら、自然環境の保護、活用、復元を図っていく「里山の保全」を目標とし、市民ボランティアの活動による森の整備を行っている。
また、「森の学校」をテーマに人と里山との新しい関わり方を模索する場を目指しており、園内散策のほか、休日を中心に様々な自然体験学習のイベントや講座が開催されている。また、保育所や幼稚園、小学校などの遠足や校外学習でも活用されており、現地職員（レンジャー）によるプログラムに参加することが出来る。
2006年の開園と同時に指定管理者制度が導入され、現在は、大阪ガスコミュニティライフ株式会社と株式会社生態計画研究所で構成される「OSS・EPRグループ」が指定管理者として管理運営にあたっている。
また、市民協働の担い手として、NPO法人いっちんクラブが公園の支援活動を行っている。

## 所在地など
- 所在地：大阪府堺市南区畑1740番地
- 休園日：月曜日（休日の場合はその翌日）、年末年始

## 施設
- 森の館
  - 里山との新たな関わり方を具現化するランドスケープと融合した建物であり、里山活動拠点施設としてのシンボル性・デザイン性が評価され、2007年、第27回大阪都市景観建築賞において奨励賞を受賞した[1]。
  - 完成年月 – 2004年2月
  - 用途 – 展示室、事務所
  - 設計 – 株式会社緑景
  - 施工 - 株式会社大井工務店

- 木道（森の館屋上から約100m）
- 散策路・広場・田・畑・池
- 駐車場（無料）

## 交通
- 南海泉北線 泉ヶ丘駅から南海バス24系統で 公園墓地北口　下車　徒歩20分

（日・祝日のみ、公園墓地直通バスあり。 ふれあいの森前　下車すぐ）